# Schoenocaulon
Die Pflanzengattung Schoenocaulon gehört zur Familie der Germergewächse (Melanthiaceae). Die etwa 26 Arten sind in der Neuen Welt verbreitet.

## Beschreibung

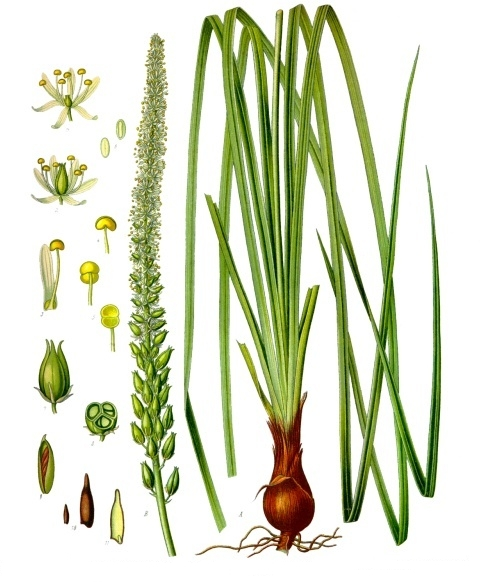
Schoenocaulon officinale – Illustration aus Köhler’s Medizinal-Pflanzen, 1887: „Sabadill. A B Theile der blühenden Pflanze, natürl. Grösse; 1 männliche, unfruchtbare Blüthe, vergrössert; 2 Zwitterblüthe, desgl.; 3 Kronblatt mit Staubgefäss, desgl.; 4 Staubgefäss, geschlossen, desgl.; 5 dasselbe geöffnet, desgl.; 6 Pollen, desgl.; 7 Frucht, desgl.; 8 dieselbe im Querschnitt, desgl.; 9 einzelnes Fruchtfach, desgl.; 10 Same, natürl. Grösse und vergrössert; 11 derselbe im Längsschnitt.“

### Erscheinungsbild und Blätter
Schoenocaulon-Arten wachsen als ausdauernde krautige Pflanzen. Diese Geophyten bilden als Überdauerungsorgane unterirdische, knollige Rhizome, die eine Tunika besitzen.
Die grundständigen Laubblätter stehen dicht gedrängt an einer kurzen gestauchten Sprossachse. Die einfachen, grasähnlichen Laubblätter sind schmal und gefaltet. Es liegt Parallelnervatur vor.

### Blütenstände und Blüten
Endständig auf mehr oder weniger langen Blütenstandsschäften stehen einfache, ährenähnliche, traubige Blütenstände. Die Blüten stehen jeweils über einem haltbaren, häutigen Deckblatt und über den obersten Deckblättern stehen rudimentäre oder keine Blüten.
Von den radiärsymmetrischen und dreizähligen Blüten sind die obersten zwittrig und die unteren funktional männlich. Die sechs gleichgestaltigen Blütenhüllblätter sind haltbar oder schnell vergänglich, ledrig bis etwas kronblattartig. Die Blütenhüllblätter sind linealisch-lanzettlich bis eiförmig mit glatten bis gekerbten oder winzig gezähnten Rändern. Die Farben der Blütenhüllblätter reichen von grünlich-gelb über grün bis grünlich-purpurfarben. An den Blütenhüllblättern sind manchmal durchscheinende Öhrchen vorhanden und ihre Nektarien sind nicht gut entwickelt. Es sind zwei Kreise mit je drei Staubblättern vorhanden. Die untereinander freien, haltbaren bis vergänglichen Staubfäden sind eineinhalb- bis zweieinhalbmal so lang wie die Blütenhüllblätter und pfriemförmig oder selten Basis verbreitert. Die basifixen Staubbeutel sind schmal-pfeilförmig, bevor sie sich öffnen und zeigen nach außen. Drei oberständige Fruchtblätter sind mehr oder weniger stark zu einem dreikammerigen Fruchtknoten verwachsen. Es sind drei freie, haltbare Griffel vorhanden.

### Früchte und Samen
Die septizide Kapselfrüchte ist ein- bis dreifächerig. Jedes Fruchtfach kann ein bis acht Samen enthalten. Die ellipsoiden bis eiförmigen oder konischen Samen sind durch die Enge in der Kapselfrucht unregelmäßig verformt.

### Chromosomenzahlen
Die Chromosomengrundzahl beträgt x = 8.

## Verbreitung
Die Gattung Schoenocaulon kommt nur in der Neuen Welt in drei disjunkten Arealen vor. Nur eine Art, Schoenocaulon dubium ist im nördlichen zentralen Florida beheimatet. Im südlichen Peru befindet sich ein Teilareal von Schoenocaulon officinale, dieses Vorkommen entstand auf Grund ihrer Nutzung durch indigene Völker vor der Ankunft der Europäer. Das andere Teilareal von Schoenocaulon officinale reicht von den südlichen USA (südöstliches New Mexico bis Texas) über Mittelamerika bis Venezuela. Das Zentrum der Artenvielfalt liegt mit etwa 22 Arten in Mexiko. Etwa 20 Arten kommen nur in Mexiko vor, einige von ihnen sind auf relativ kleine Gebiete beschränkt.
Alle drei in den USA vorkommenden Art wurden in den beiden letzten Jahrzehnten wenig gesammelt und sind vielleicht gefährdet.

## Systematik
Die Gattung Schoenocaulon wurde 1837 durch Asa Gray in Annals of the Lyceum of Natural History of New York, Volume 4, S. 127 aufgestellt. Typusart ist Schoenocaulon gracile A.Gray. Synonyme für Schoenocaulon A.Gray sind: Sabadilla Brandt & Ratzeb., Skoinolon Raf., Asagraea Lindl. Der Gattungsname Schoenocaulon leitet sich von den griechischen Wörtern schoenos für drängen und caulos für Stamm (Sprossachse).
Die Gattung Schoenocaulon gehört zur Tribus Melianthieae innerhalb der Familie Melanthiaceae. Sie wurde früher in die Familie der Liliaceae eingeordnet.
Es gibt etwa 26 Schoenocaulon-Arten:
- Schoenocaulon calcicola Greenm.: Sie kommt nur in den mexikanischen Bundesstaaten Oaxaca und Puebla vor.[1]
- Schoenocaulon caricifolium (Schltdl.) A.Gray: Sie kommt im östlichen Mexiko vor.[1]
- Schoenocaulon comatum Brinker: Sie kommt in den mexikanischen Bundesstaaten San Luis Potosí, Puebla, Zacatecas, Jalisco und Oaxaca vor.[1]
- Schoenocaulon conzattii Brinker: Sie kommt nur in Oaxaca vor.[1]
- Schoenocaulon dubium (Michx.) Small: Sie ist nur im nördlichen zentralen Florida beheimatet.[1]
- Schoenocaulon frameae Zomlefer & Judd: Diese 2008 beschriebene Art kommt nur in Puebla und Oaxaca vor.[1]
- Schoenocaulon ghiesbreghtii Greenm.: Ihr Verbreitungsgebiet reicht vom südlichen Texas bis Mexiko.[1]
- Schoenocaulon ignigenum Frame: Sie kommt in den mexikanischen Bundesstaaten Tamaulipas und Nuevo León vor.[1]
- Schoenocaulon intermedium Baker: Sie kommt in den mexikanischen Bundesstaaten San Luis Potosí und Hidalgo vor.[1]
- Schoenocaulon jaliscense Greenm.: Sie kommt mit zwei Varietäten in Mexiko in den Bundesstaaten Jalisco, San Luis Potosí und Durango vor.[1]
- Schoenocaulon macrocarpum Brinker: Sie kommt im nordöstlichen Mexiko vor.[1]
- Schoenocaulon madidorum Frame: Sie kommt in den mexikanischen Bundesstaaten Veracruz, Puebla und Oaxaca vor.[1]
- Schoenocaulon megarrhizum M.E.Jones: Sie kommt mit zwei Varietäten im nördlichen und westlichen Mexiko vor.[1]
- Schoenocaulon mortonii Brinker: Sie kommt in den mexikanischen Bundesstaaten México, Jalisco, Michoacán vor.[1]
- Schoenocaulon oaxacense (Frame) Zomlefer & Judd (Syn.:

Schoenocaulon caricifolium var. oaxacense Frame): Sie kommt nur im mexikanischen Bundesstaat Oaxaca (daher das Artepitheton) vor.
- Schoenocaulon obtusum Brinker: Sie kommt in den mexikanischen Bundesstaaten México, Veracruz und Hidalgo vor.[1]
- Sabadill (Schoenocaulon officinale (Schltdl. & Cham.) A.Gray): Sie kommt in Mexiko, El Salvador, Honduras, Nicaragua, Costa Rica und Venezuela vor.[1]
- Schoenocaulon pellucidum Frame: Sie kommt im südwestlichen Mexiko vor.[1]
- Schoenocaulon plumosum Frame: Sie kommt im nordöstlichen Mexiko vor.[1]
- Schoenocaulon pringlei Greenm.: Sie kommt in Mexiko vor.[1]
- Schoenocaulon rzedowskii Frame: Sie kommt im zentralen Mexiko vor.[1]
- Schoenocaulon tenorioi Frame: Sie kommt in den mexikanischen Bundesstaaten Puebla und Oaxaca vor.[1]
- Schoenocaulon tenue Brinker: Sie kommt in Mexiko vor.[1]
- Schoenocaulon tenuifolium (M.Martens & Galeotti) B.L.Rob. & Greenm.: Sie kommt in den mexikanischen Bundesstaaten Puebla und Oaxaca vor.[1]
- Schoenocaulon texanum Scheele: Ihr Verbreitungsgebiet reicht vom südlichen New Mexico bis Texas und dem nordöstlichen Mexiko.[1]
- Schoenocaulon tigrense Frame: Sie kommt nur im mexikanischen Bundesstaat Jalisco vor.[1]

## Nutzung
Eine Nutzung ist nur von Schoenocaulon officinale bekannt, siehe dort.